# Tomáš Michálek
Tomáš Michálek (Městec Králové, 27 novembre 1977) è un calciatore ceco, centrocampista del Bohemians 1905.

## Carriera

### Club

#### Jablonec 97'
Segna il gol di ritorno con lo Jablonec il 30 marzo 2008 nella vittoria casalinga per 1-0 contro il Baník Most.
L'ultimo gol con lo Jablonec arriva nella doppietta casalinga nella vittoria per 6-1 contro il Tescoma Zlín.
L'ultima partita con lo Jablonec arriva l'8 agosto 2010 nel pareggio fuori casa per 1-1 contro lo Slovan Liberec quando subentra al 70' minuto a Tomáš Jablonský.

#### Zbrojovka Brno
Debutta con lo Zbrojovka il 30 agosto 2010 nella sconfitta casalinga per 0-5 contro lo Sparta Praga.
Il primo gol lo segna il 16 agosto 2010 nella vittoria casalinga, siglando il 3-1 finale contro il Mladá Boleslav.
L'ultimo gol arriva il 24 ottobre 2010 nella doppietta contro lo Slovácko, la partita è stata per 7-0 dallo Zbrojovka Brno.
L'ultima partita con lo Zbrojovka risale al 22 novembre 2010 nella sconfitta casalinga per 0-2 contro il Baník Ostrava.

#### Bohemians 1905
Debutta con il Bohemians 1905 il 15 agosto 2011 nella sconfitta fuori casa per 5-0 contro lo Jablonec subentrando a Luka Budínský.

## Palmarès

### Club

#### Competizioni nazionali
- Supercoppa di Polonia: 1

Wisla Plock: 2006
- Coppa di Polonia: 1

Wisla Plock: 2006